# Fitód

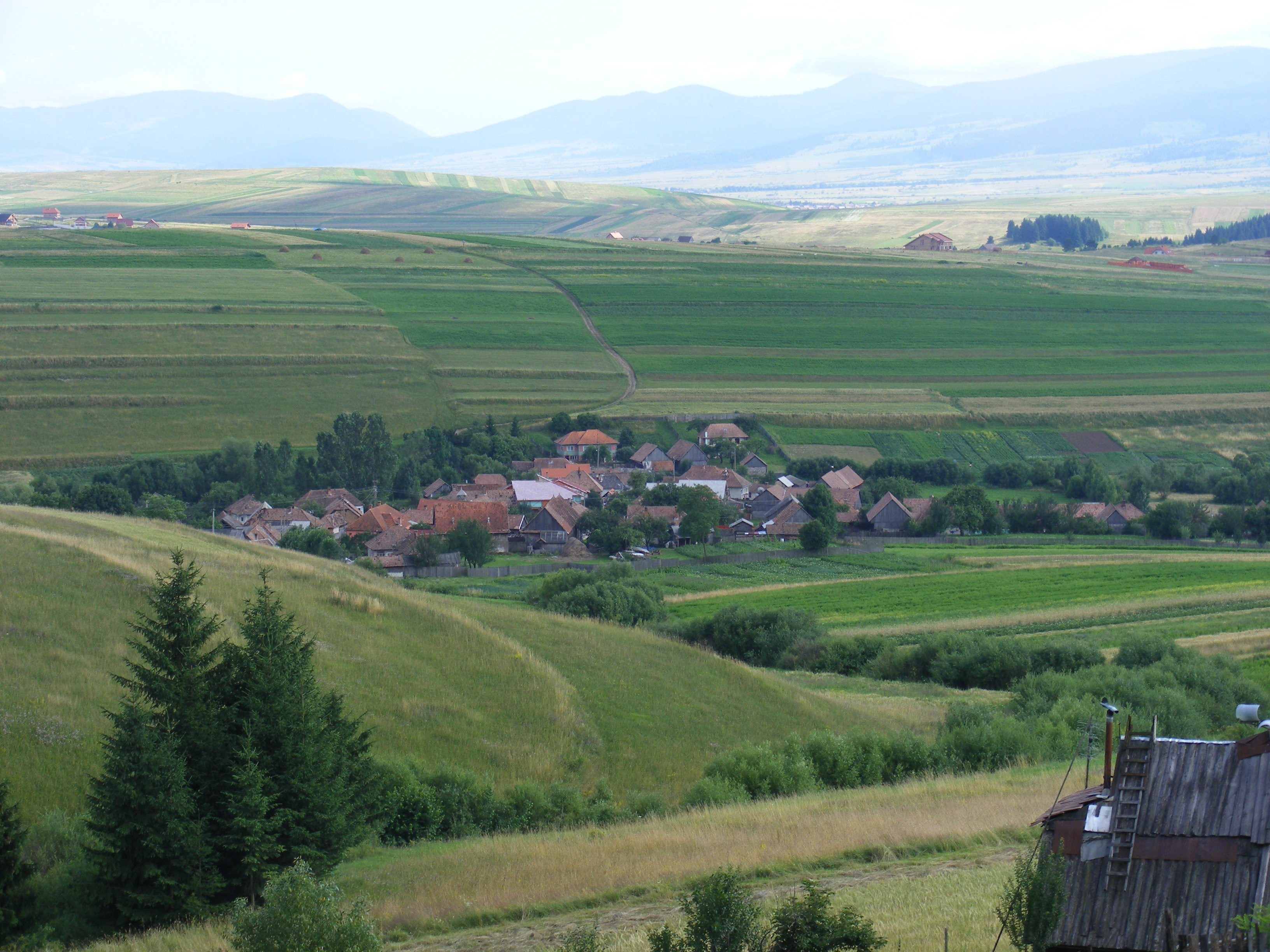
Fitód felülnézetből

Fitód (románul Fitod) falu Romániában Hargita megyében. Közigazgatásilag Csíkszentlélekhez tartozik.
Csíkszeredától 3 km-re DK-re a Fitód és a Hosszúaszó-patakok völgyében a Nagysomlyó déli lábánál fekszik.
Neve népies magyarázat szerint abból ered, hogy a Hosszúaszóban lakó fiak egyre lejjebb "tódtak", azaz építkeztek.
Egykor Csíkszentlélek felső tízese volt. A 19. században híres bútorkészítő asztalosai voltak. A trianoni békeszerződésig Csík vármegye Felcsíki járásához tartozott.

## Híres személyek
Itt született 1818-ban Nagy Imre kanonok, tanár, a csíksomlyói gimnázium igazgatója.

## Borvízforrások
- Fitód borvízforrásai